# Гафтони
Гафтони (азерб. Haftoni) — посёлок городского типа в Ленкоранском районе Азербайджана. Посёлок расположен в 12 км от железнодорожной станции Ленкорань (на линии Сальяны — Астара).
Статус посёлка городского типа с 1964 года.
По данным БСЭ в Гафтони размещались чайный совхоз и санаторий.

## Население
| 1970 | 1979 | 1989 | 2011 |
| ---- | ---- | ---- | ---- |
| 1025 | 1243 | 1446 | 2000 |